# أبو مناصب فوقاني
أبو مناصب قرية سورية تتبع ناحية اليعربية في منطقة المالكية التابعة لمحافظة الحسكة. بلغ عدد سكانها 654 نسمة عام 2004.تقع على بعد 27 كم تقريبا إلى الغرب من مدينة اليعربية و16 كم إلى الشمال من الحدود مع العراق. المياه الجوفية مالحة مائلة للمرارة، لا تصلح للشرب فقط للري.